# Andreiomycetaceae
Andreiomycetaceae es una familia de hongos del orden Arthoniales.